# Argostemma unifolioloides
Argostemma unifolioloides là một loài thực vật có hoa trong họ Thiến thảo. Loài này được King mô tả khoa học đầu tiên năm 1903.